# 神戸大学大学院人文学研究科・文学部
神戸大学大学院人文学研究科（こうべだいがくだいがくいんじんぶんがくけんきゅうか、英称:Graduate School of Humanities）は、神戸大学に設置される大学院研究科の一つである。また、神戸大学文学部（こうべだいがくぶんがくぶ、英称:Faculty of Letters）は、神戸大学に設置される学部の一つである。

## 概要
神戸大学文学部は、旧制姫路高等学校を前身とし、1949年の新制神戸大学発足時に設置された文理学部が、1953年に文学部と理学部に分離され、設立された。哲学、文学、歴史学、心理学、言語学、芸術学、社会学、美術史学、地理学などの人文学を扱っている。

## 沿革
- 1949年 - 新制神戸大学発足。文理学部を設置[2]。
- 1953年 - 文理学部を文学部と理学部に分離[2]。
- 1958年 - 文学専攻科を設置[4]。
- 1964年 - 六甲台地区に移転[4]。
- 1968年 - 専攻科を廃止し大学院文学研究科を設置[4]。
- 2007年 - 大学院文学研究科と独立研究科の大学院文化学研究科を統合して大学院人文学研究科を設立[4]。

## 学科
- 人文学科[5]
  - 入学定員100人[5]

## 著名な出身者

### 政治、経済
- 堀内照文 - 元衆議院議員、元日本共産党兵庫県委員会副委員長
- 松枝佳宏 - 元新社会党中央執行委員会委員長、元兵庫県労働組合専従書記
- 松原明 - シーズ副代表理事
- 小西雅子 - 世界自然保護基金ジャパン気候変動オフィサー、国際気象フェスティバルグランプリ
- 中川順子 - 元野村アセットマネジメント社長、日本銀行政策委員会審議委員

### マスコミ
- 杉江義浩 - 元NHKディレクター
- 澤田隆治 - 元東阪企画会長、テレビランド社長、日本映像事業協会会長
- 井口毅 - 朝日放送テレビチーフプロデューサー

### 研究
- 池上洵一 - 国文学、神戸大学名誉教授
- 石川慎一郎 - 言語学、神戸大学教授、英語コーパス学会学会賞、全国英語教育学会学会賞
- 市沢哲 - 日本史、神戸大学教授
- 布川弘 - 部落問題、元広島大学教授
- 今井光規 - 文学、大阪大学名誉教授
- 居安正 - 社会学、神戸大学名誉教授
- 上田真 - 国文学、スタンフォード大学名誉教授
- 内田尚孝 - 中国史、同志社大学教授
- 江村治樹 - 中国史、名古屋大学名誉教授
- 岡本隆司 - 中国史、京都府立大学教授、サントリー学芸賞、大平正芳記念賞
- 小野秀樹 - 中国語学、東京大学教授、日本中国語学会会長
- 勝村哲也 - 文献学、京都大学名誉教授
- 川合康 - 日本史、大阪大学教授
- 北川央 - 日本史、大阪城天守閣館長
- 栗原隆 - 哲学、新潟大学名誉教授
- 白藤禮幸 - 国文学、東京大学名誉教授
- 杉本史子 - 日本史、東京大学教授
- 高島昌二 - 社会学、龍谷大学名誉教授、藍綬褒章
- 陳來幸 - アジア史、兵庫県立大学教授
- 真銅正宏 - 日本文学、元同志社大学教授、追手門学院大学学長
- 田中康二 - 国文学、神戸大学教授、日本古典文学
- 柘植尚則 - 倫理学、慶應義塾大学教授
- 武田信明 - 日本文学、島根大学教授、群像新人文学賞評論部門
- 中部義隆 - 美術史、大和文華館学芸部長
- 西谷地晴美 - 日本史、奈良女子大学教授
- 仁田義雄 - 日本語学、大阪大学名誉教授、日本語文法学会初代会長
- 林廣親 - 日本文学、成蹊大学教授
- 廣野由美子 - 英文学、京都大学教授、福原賞
- 藤村聡 - 経営史、神戸大学准教授
- 堀江珠喜 - 英文学、大阪府立大学教授、関西文學新人賞選考委員
- 松浦恆雄 - 中国文学、大阪市立大学教授
- 松浦暢 - 英文学、成城大学名誉教授
- 三原智子 - 仏文学、群馬大学准教授
- 南知惠子 - 経営学、神戸大学副学長、元日本商業学会副会長、大阪ガス監査役、元サノヤスホールディングス取締役
- 向井芳樹 - 演劇研究、同志社大学名誉教授
- 村上信一郎 - イタリア政治、神戸市外国語大学名誉教授
- 山下宏明 - 国文学、名古屋大学名誉教授
- 米澤茂 - 哲学、筑波大学教授、国際ギリシア哲学会名誉会長
- ローレン・グッドマン - 英文学、延世大学校教授、詩人
- 劉建輝 - 比較文学、国際日本文化研究センター教授、日本比較文学会賞
- 脇田晴子 - 日本史、滋賀県立大学名誉教授、元石川県立歴史博物館館長、文化勲章、角川源義賞

### 文化
- 以倉紘平 - 近畿大学名誉教授、詩人、現代詩人賞、H氏賞、丸山薫賞
- 石平 - 作家、評論家、山本七平賞
- 貴戸湊太 - 小説家、『このミステリーがすごい!』大賞U-NEXT・カンテレ賞
- 高山美香 - 翻訳家
- 水鏡子 - SF評論家
- 中村紀彦 - 映像・映画理論研究者、タイ人の映画監督アピチャートポン・ウィーラセータクンに関する日本唯一の研究者
- 蓬萊泰三 - 脚本家、作詞家、イタリア賞、文化庁芸術祭賞、ギャラクシー賞、放送文化基金賞
- 安水稔和 - 詩人、文部省芸術祭奨励賞、藤村記念歴程賞、詩歌文学館賞、丸山豊記念現代詩賞

### 芸能
- 長谷川杏里 - 声優、歌手
- 岡崎展久 - 俳優
- 芽亜利・J - シンガーソングライター
- 桂枝雀 - 落語家、日本放送演芸大賞、芸術選奨新人賞（1年で中退）

### アナウンサー
- 生田博巳 - 元NHKアナウンサー
- 千代隆 - 朝日放送テレビアナウンサー
- 武部宏 - 元京都放送アナウンサー

### その他
- 梶本琢程 - 麻雀プロ、野口恭一郎賞棋士部門、麻雀博物館運営委員